# T'excite pas
Pour plus de détails, voir Fiche technique et Distribution.
T'excite pas (titre original : Soft Boiled) est une comédie américaine de 1923 écrite et réalisée par John G. Blystone. Le film met en vedette Tom Mix, Billie Dove, Joseph W. Girard, Lee Shumway, Tom Wilson et Frank Beal. Le film est sorti le 26 août 1923 par Fox Film Corporation.

## Synopsis
Un oncle et son neveu tous deux très colériques vont essayer de calmer leur tempérament en faisant un pari où pendant un mois, ils ne doivent pas se fâcher.

## Fiche technique
- Titre original : Soft Boiled
- Réalisation : John G. Blystone
- Scénario : John G. Blystone, d'après une hisstoire de Eddie Moran
- Photographie : Dan Clark
- Date de sortie : 26 août 1923

## Distribution
- Tom Mix : Tom Steele
- Billie Dove : la fille
- Joseph Girard : le propriétaire du ranch
- L.C. Shumway : Le directeur du Road House
- Tom Wilson : le majordome
- Frank Beal : John Steele
- Jack Curtis : Le contremaître du ranch
- Charles Hill Mailes : l'avocat
- Harry Dunkinson : Le commerçant
- Clarence Wilson : le réformateur